# Stadionul Emil Alexandrescu
Das Stadionul Emil Alexandrescu ist ein multifunktionelles Stadion in Iași, Rumänien. Es wird meistens für Fußballspiele verwendet und ist das Heimstadion des CSMS Iași. Das Stadion ist nach dem früheren Spieler von Politehnica Iași und Bürgermeister von Iaşi, Emil Alexandrescu benannt, der 1992 starb. Bei der Renovierung 2016 wurde die Bestuhlung erneuert und die Kapazität von 12.500 auf 11.390 Plätze reduziert.